# Југославија на Европском првенству у атлетици на отвореном 1986.
Југославија је учествовала на 14. Европском првенству у атлетици на отвореном 1986. одржаном у Штутгарту, Западна Немачка, од 26. до 31. августа. Репрезентацију Југославије на њеном четрнаестом учешћу на европским првенствима на отвореном, представљало је 12 атлетичара (8 мушкараца и 4 жене) који су се такмичили у 11 дисциплина (6 мушких и 5 женске).
На овом првенству представници Југославије нису освојили ниједну медаљу. У табели успешности према броју и пласману такмичара који су учествовали у финалним такмичењима (првих 8 такмичара) Југославија је са 3 учесника у финалу заузела 21. место са 6 бодова.
| Пл. | Земља       | 1. место | 2. место | 3. место | 4. место | 5. место | 6. место | 7. место | 8. место | Бр. фин. | Бодови |
| --- | ----------- | -------- | -------- | -------- | -------- | -------- | -------- | -------- | -------- | -------- | ------ |
| 21. | Југославија | -        | −        | -        | −        | -        | −        | 3 - 6    | -        | 3        | 6      |

## Учесници
| Мушкарци: - Жељко Кнапић — 400 м, 4 х 400 м - Исмаил Мачев — 400 м, 4 х 400 м - Слободан Поповић — 800 м, 4 х 400 м - Томислав Ашковић — Маратон - Слободан Бранковић — 4 х 400 м - Предраг Мелњак — 4 х 400 м - Владимир Милић — Бацање кугле - Сејад Крџалић — Бацање копља | Жене: - Слободанка Чоловић — 800 м - Снежана Пајкић — 1.500 м, 3.000 м - Снежана Голубић — Бацање диска - Даница Живанов — Бацање копља |  |

## Резултати

### Мушкарци
| Атлетичар          | Дисциплина   | Лични рекорд | Квалификације   | Квалификације | Полуфинале            | Полуфинале            | Финале                | Финале       | Детаљи |
| Атлетичар          | Дисциплина   | Лични рекорд | Резултат        | Место         | Резултат              | Место                 | Резултат              | Место        | Детаљи |
| ------------------ | ------------ | ------------ | --------------- | ------------- | --------------------- | --------------------- | --------------------- | ------------ | ------ |
| Жељко Кнапић       | 400 м        |              | 47,81           | 5. у гр. 4    | Нису се квалификовали | Нису се квалификовали | Нису се квалификовали | 23 / 24 (25) |        |
| Исмаил Мачев       | 400 м        |              | 47,52           | 6. у гр. 1    | Нису се квалификовали | Нису се квалификовали | Нису се квалификовали | 22 / 24 (25) |        |
| Слободан Поповић   | 800 м        |              | 1:48,68 ЛРС     | 5. у гр. 1    | Нису се квалификовали | Нису се квалификовали | Нису се квалификовали | 19 / 27      |        |
| Томислав Ашковић   | Маратон      |              |                 |               |                       |                       | 2:15:27 ЛР            | 14 / 21 (28) |        |
| Слободан Бранковић | 4 х 400 м    |              | 3:05,92 КВ, НРС | 3. у гр. 2    |                       |                       | 3:05,27 НРС           | 7 / 9        |        |
| Слободан Поповић   | 4 х 400 м    |              | 3:05,92 КВ, НРС | 3. у гр. 2    |                       |                       | 3:05,27 НРС           | 7 / 9        |        |
| Предраг Мелњак     | 4 х 400 м    |              | 3:05,92 КВ, НРС | 3. у гр. 2    |                       |                       | 3:05,27 НРС           | 7 / 9        |        |
| Жељко Кнапић       | 4 х 400 м    |              | 3:05,92 КВ, НРС | 3. у гр. 2    |                       |                       | 3:05,27 НРС           | 7 / 9        |        |
| Владимир Милић     | Бацање кугле |              | 19,48 КВ        | 11.           | 19,85 ЛРС             | 7 / 16                |                       |              |        |
| Сејад Крџалић      | Бацање копља |              | 79,46           | 7.            | 79,50 ЛРС             | 7 / 30                |                       |              |        |

### Жене
| Атлетичарка        | Дисциплина   | Лични рекорд | Квалификације   | Квалификације | Полуфинале   | Полуфинале | Финале                | Финале  | Детаљи |
| Атлетичарка        | Дисциплина   | Лични рекорд | Резултат        | Место         | Резултат     | Место      | Резултат              | Место   | Детаљи |
| ------------------ | ------------ | ------------ | --------------- | ------------- | ------------ | ---------- | --------------------- | ------- | ------ |
| Слободанка Чоловић | 800 м        |              | 2:02,59 КВ, ЛРС | 3. у гр. 3    | 2:02,59 =ЛРС | 7. у гр. 1 | Нису се квалификовале | 14 / 17 |        |
| Снежана Пајкић     | 1.500 м      |              | 4:13,76         | 9. у гр. 1    |              |            | Нису се квалификовале | 16 / 20 |        |
| Снежана Пајкић     | 3.000 м      |              | 9:07,44 НРј, ЛР | 9. у гр. 2    | 17 / 26 (28) |            | Нису се квалификовале |         |        |
| Снежана Голубић    | Бацање диска |              |                 |               |              |            | 48,80 ЛР              | 13 / 14 |        |
| Даница Живанов     | Бацање копља |              | 54,70 ЛРС       | 17.           |              |            | Није се квалификовала | 17 / 18 |        |